# V535 Геркулеса
V535 Геркулеса (лат. V535 Herculis), HD 173650 — двойная звезда в созвездии Геркулеса на расстоянии приблизительно 829 световых лет (около 254 парсек) от Солнца. Видимая звёздная величина звезды — от +6,58m до +6,41m. Возраст звезды определён как около 851 млн лет.

## Характеристики
Первый компонент — бело-голубая вращающаяся переменная звезда типа Альфы² Гончих Псов (ACV) спектрального класса B9pSiSrCr, или A0SiSrCr, или A0p**, или A0, или A1VpSiHgMn, или A1VpSiSrCr. Масса — около 4,455 солнечной, радиус — около 4,665 солнечного, светимость — около 138,038 солнечной. Эффективная температура — около 8896 K.
Второй компонент — коричневый карлик. Масса — около 18,02 юпитерианской. Удалён в среднем на 2,461 а.е..